# Tổ Tân
Tổ Tân (chữ Hán: 祖辛, trị vì: 1506 TCN - 1491 TCN), tên thật Tử Đán (子旦), là vua thứ 14 nhà Thương trong lịch sử Trung Quốc.

## Thân thế
Tổ Tân là con của Tổ Ất – vua thứ 13 nhà Thương. Khoảng năm 1507 TCN, Tổ Ất qua đời, Tổ Tân lên nối ngôi.

## Trị vì
Sử sách không chép rõ hành trạng của Tổ Tân trong thời gian trị vì. Khoảng năm 1491 TCN, Tổ Tân qua đời. Ông ở ngôi tất cả 16 năm (Trúc thư kỷ niên ghi là 14 năm). Em ông là Ốc Giáp (沃甲) lên nối ngôi .
Giáp cốt văn khai quật tại Ân Khư ghi ông là vua Thương thứ 13 .